# Desenvolvedora de jogos eletrônicos
Uma desenvolvedora de jogos eletrônicos é uma produtora de software especializada no desenvolvimento de jogos eletrônicos. Uma empresa pode se especializar em uma certa plataforma ou pode criar jogos para uma variedade de sistemas. Algumas empresas também se especializam em certos tipos de jogos, como RPGs ou tiro em primeira pessoa.
Algumas grandes publicadoras, como a Nexon, Nintendo, Xbox Game Studios, Sony Interactive Entertainment, Rockstar Games e a Electronic Arts mantêm seus próprios estúdios de produção.

## Tipos

### First-party
São desenvolvedoras subsidiárias de uma publicadora, tendo esta mais de 50% de suas ações ou sua posse integral. Desta forma, os jogos criados por essas empresas são exclusivos das empresas que as detêm. São exemplos de first-parties, a Maxis (responsável pelas séries The Sims, Sim City e Spore), subsidiária da Electronic Arts; a Intelligent System (responsável por séries como Metroid, Advanced Wars e Fire Emblem), subsidiária da Nintendo; e a Neversoft (responsável por séries como Tony Hawk's Pro Skater e Guitar Hero), subsidiária da Activision e também a Infinity Ward responsável pela franquia Call of Duty que também é subsidiária à Activision.
Como anteriormente mencionado, muitas publicadoras são suas próprias desenvolvedoras. Na verdade são estúdios first-party de mesmo nome. Muitos títulos da Nintendo, por exemplo, como a maioria dos episódios das séries Super Mario e The Legend of Zelda, além das franquias Animal Crossing e Wii Series são desenvolvidos pela Nintendo Entertainment Analysis and Development, mais conhecida como Nintendo EAD e normalmente identificada simplesmente como Nintendo. Assim como a publicadora Capcom tem a maioria dos jogos das séries Megaman e Resident Evil desenvolvidos por um estúdio de mesmo nome.

### Second-party
São desenvolvedoras que criam jogos exclusivamente para determinadas publicadoras por meio de contratos. Este tipo de empresa pode ou não ter parte de suas ações em posse de uma publicadora, mas não o suficiente para dar a esta seu controle. Neste caso seria uma first-party. Exemplos de second-party são a Camelot, que desenvolve jogos da série Mario Tennis, Mario Golf e Golden Sun; a HAL Laboratory que desenvolve jogos da série Kirby e Super Smash Bros.; e a Game Freak, que desenvolve jogos da série Pokémon, todos para a Nintendo. Outra famosa second-party é a Rare, que desenvolveu jogos das séries Donkey Kong, Star Fox, Battletoads, Conker e Killer Instinct exclusivamente para a Nintendo (que já deteve 49% de suas ações, mais tarde vendidas para a Microsoft). Apesar da Rare ter desenvolvido importantes títulos das séries Donkey Kong e Star Fox, ela não pode mais fazê-lo para os consoles Microsoft, pois são franquias pertencentes à Nintendo. O mesmo se dá com a série Kirby, que não é de posse da HAL Laboratory e, eventualmente, podem ser desenvolvidas por outra companhia. No entanto, a Rare pode ainda trabalhar em outros títulos das séries Conker e Perfect Dark, pois foram criadas por esta empresa.

### Third-party
São desenvolvedoras de jogos eletrônicos que criam jogos encomendados por grandes publicadoras, não possuindo contratos de exclusividade para todos os jogos desenvolvidos pela empresa. Sendo o processo financiado pela publicadora, a desenvolvedora não tem grande independência no processo de criação do jogo. A Arika, que desenvolveu o jogo Endless Ocean publicado pela Nintendo para o Wii, é um exemplo deste tipo de empresa.
É corriqueira a aquisição desse tipo de empresa pelas publicadoras, por isso são raras as empresas que desenvolvem jogos para publicadoras sem contrato de exclusividade, seja como first ou second party. Empresas como Electronic Arts, Capcom, Konami, Activision, Square-Enix, Namco Bandai, Sega e Ubisoft podem ser consideradas third-parties de empresas como Nintendo, Sony e Microsoft por desenvolverem jogos para suas plataformas. No entanto, na verdade são publicadoras de jogos desenvolvidos por suas próprias first-parties, jogos estes publicados para plataformas variadas.
Por vezes, essas grandes publicadoras firmam contratos de exclusividade com as criadoras das plataformas. Isto aconteceu entre a Capcom e a Nintendo, que teve os títulos de Resident Evil temporariamente publicados exclusivamente para Game Cube (criado pela Nintendo) e entre a Sony e a Square-Enix, que publicou os jogos da série Final Fantasy exclusivamente para os consoles Playstation e Playstation 2 (criados pela Sony). Porém, isto não faz da empresa uma second ou third party, uma vez que esta exclusividade abarca apenas determinados jogos e as companhias criadoras dos consoles não detêm relevantes ações das desenvolvedoras.

## Qualidade de vida
O desenvolvimento de jogos eletrônicos geralmente é realizado em um ambiente casual de negócios, com camisetas e sandálias como uniformes de trabalho comuns. Muitos trabalhadores acham esse tipo de ambiente gratificante e agradável tanto profissionalmente, quanto pessoalmente. No entanto, a indústria também exige longas horas de trabalho de seus funcionários (às vezes até um ponto considerado insustentável). Uma síndrome de burnout em funcionários é algo comum.
Um programador de nível básico pode ganhar, em média, mais de US$ 66 mil por ano apenas se tiver êxito em obter uma posição em uma empresa de médio a grande porte. Um funcionário experiente em desenvolvimento de jogos, dependendo de seus conhecimentos e experiência, obtinha em média aproximadamente US$ 73 mil em 2007. Os desenvolvedores de jogos independentes podem ganhar apenas entre US$ 10 mil e US$ 50 mil por ano, dependendo do sucesso financeiro de seus jogos.
Além de ser parte da indústria de software, o desenvolvimento de jogos eletrônicos também está dentro da indústria do entretenimento; a maioria dos setores dessa indústria (como filmes e televisão) exige longas horas de trabalho e dedicação de seus funcionários, como a disposição de se mudar e/ou a necessidade de desenvolver jogos que não sejam do seu gosto pessoal. As recompensas criativas do trabalho no ramo de entretenimento atraem mão de obra para a indústria, criando um mercado de trabalho competitivo, que exige um alto nível de comprometimento e desempenho dos funcionários. Comunidades do setor, como a International Game Developers Association (IGDA), estão conduzindo discussões crescentes sobre o problema; eles estão preocupados que as condições de trabalho na indústria causem uma deterioração significativa na qualidade de vida de seus funcionários.

### Crunch time
Algumas desenvolvedoras de jogos eletrônicos (como a Electronic Arts) foram acusadas de invocação excessiva de "crunch time". "Crunch time" é o ponto em que se pensa que a equipe não está conseguindo atingir os marcos necessários para lançar um jogo dentro do cronograma. A complexidade do fluxo de trabalho e as intangíveis demandas artísticas e estéticas na criação de jogos eletrônicos criam uma dificuldade em prever marcos. O uso do crunch time também é explorado pela força de trabalho de pessoas mais jovens nos jogos eletrônicos, que não tiveram tempo de estabelecer uma família e estavam ansiosos para avançar na indústria trabalhando longas horas. Como o crunch time tende a advir de uma combinação de práticas corporativas e influência de colegas, o termo "cultura de crunch" é frequentemente usado para discutir as configurações de desenvolvimento de jogos eletrônicos, nas quais o crunch time pode ser visto como uma norma e não como uma exceção.
A maioria dos engenheiros e artistas de desenvolvimento de jogos nos Estados Unidos são considerados funcionários assalariados; como "profissionais isentos de remuneração não horária", não estão sujeitos às leis estaduais que regem as horas extras. Uma exceção é a Califórnia, onde os desenvolvedores de software são especificamente protegidos por um salário mínimo por hora para serem considerados isentos, que em 2008 era de US$ 36 por hora.
Quando o crunch time ocorre, a editora ou desenvolvedora pode ajudar a incentivar os funcionários oferecendo "refeições crocantes" que são entregues nos escritórios. Depois que um produto é entregue, e a necessidade de trituração não é mais necessária, algumas empresas permitem que seus funcionários tirem uma folga remunerada em compensação pelas horas extras que empregaram, ou podem oferecer aumentos salariais e bônus pela conclusão bem-sucedida do marco de entrega.
O crunch time tem sido usado na indústria desde muito tempo, mas até 2004 geralmente não era discutido abertamente. Uma pesquisa realizada em 2004 pela International Game Developers Association (IGDA) constatou que apenas cerca de 3% dos entrevistados não trabalhavam horas extras e, dentre os que trabalhavam, quase metade não era remunerados pelas horas de trabalho adicionais. A atenção ao crunch foi trazida à tona por Erin Hoffman, postando anonimamente sob o nome "EA Spouse", em 2004, descrevendo as horas de trabalho que seu marido enfrentava na EA. Além de criar discussões dentro da indústria sobre os efeitos de uma cultura de crunch, a EA enfrentou duas ações judiciais coletivas de seus próprios funcionários, com as duas finalizando com a EA pagando os funcionários até 2006. A EA também anunciou que reclassificaria alguns de seus desenvolvedores como empregados horistas elegíveis para horas extras, mas eliminando suas opções de ações.
Uma situação semelhante foi trazida à tona em janeiro de 2010, quando um grupo coletivo de "Rockstar Spouses", as cônjuges dos desenvolvedores da Rockstar San Diego, publicou uma carta aberta criticando a administração do estúdio por deteriorar as condições de trabalho de seus funcionários desde março de 2009, que incluiu um crunch time excessivo. Isso foi seguido por vários ex-funcionários da Rockstar postando queixas semelhantes de seu tempo por lá. A IGDA considerou que as condições de trabalho na Rockstar eram exploradoras e prejudiciais.
Desde esses pontos, algumas empresas do setor tomaram medidas para eliminar o crunch. Em 2004, após o blog de Hoffman, a IDGA emitiu um relatório sobre as consequências negativas do crunch time e para os desenvolvedores e sua qualidade de vida. Uma pesquisa da IGDA de 2014 constatou que quase 20% dos desenvolvedores de jogos não viram nenhum crunch, e aonde houve, o número médio de horas trabalhadas caiu da pesquisa anterior de 2004: em 2004, 35% disseram que trabalhavam entre 65 e 80 horas por semana, enquanto em 2014, 35% disseram trabalhar de 50 a 65 horas. Uma pesquisa realizada em 2019 com desenvolvedores na Game Developers Conference descobriram que quase metade ainda trabalhava em média 40 horas por semana, com apenas 12% trabalhando mais de 50 horas por semana, embora quase 75% declarassem ter pelo menos um período em que haviam trabalhado mais de 40 horas em uma única semana.
No entanto, o crunch time continuou sendo uma prática recorrente na indústria e no desenvolvimento de jogos eletrônicos. Famílias de desenvolvedores que estavam trabalhando na Rockstar no desenvolvimento de Red Dead Redemption 2, trouxeram, em outubro de 2018, preocupações semelhantes às do caso anterior da "Rockstar Spouse". Funcionários anônimos da Epic Games, conversando com a Polygon, falaram sobre o crunch time entre 70 e 100 horas por semana desde que lançaram Fortnite Battle Royale, que atraiu milhões de jogadores. Enquanto esses funcionários recebiam pagamento de horas extras, permaneciam questões de problemas de saúde e incapacidade de tirar uma folga sem que isso fosse visto de maneira negativa em seu desempenho.
O crunch time pode ou não prejudicar a qualidade de um jogo. Apesar do crunch, tanto Red Dead Redemption, quanto Red Dead Redemption 2 (citados acima) foram aclamados pela crítica; Da mesma forma, Metroid Prime e Metroid Prime 2: Echoes da Retro Studios, que incluíram períodos de crunch time, são também reconhecidos como jogos de alta qualidade que foram aclamados pela crítica após o lançamento. Por outro lado, o jogo Sonic the Hedgehog, de 2006, da Sonic Team, foi apressado no desenvolvimento para cumprir os prazos das vendas de final de ano naquele ano, sofrendo em qualidade, e ficou conhecido como um dos jogos eletrônicos mais mal recebidos de sempre. Uma situação mais recente ocorreu com a Starbreeze Studios e com a Overkill Software no desenvolvimento de Overkill's The Walking Dead, de 2018, principalmente a partir de várias mecânicas que exigiam reinicializações quase completas, levou a um produto que foi criticado por sua qualidade e jogabilidade, e deixou ambos os estúdios em dificuldades financeiras.